# Estádio da Luz
Pour l'ancien stade, voir Estádio da Luz (1954).
L'Estádio da Luz (stade de la Luz), officiellement Estádio do Sport Lisboa e Benfica, est le stade de football du SL Benfica, club de Lisbonne, au Portugal.
Surnommé « La Cathédrale », il s'agit du plus grand stade de football du Portugal et de l'un des plus grands d'Europe.
Il tire son nom de la paroisse historique de la Luz, un quartier au centre-ouest de la ville de Lisbonne, dans la freguesia de Carnide et près du Parc forestier de Monsanto, où se trouve l'église Nossa Senhora da Luz (Notre-Dame de la Lumière).

## Histoire

### L'ancien stade (1954-2003)
L’ancien stade de Benfica fut inauguré le 1er décembre 1954, date symbolique associée à la Restauration de l’indépendance du Portugal. Il avait une capacité d’accueil hors norme, étant le plus grand stade d’Europe et le 3e plus grand au monde.
Son affluence record a été enregistrée lors d’un match opposant Benfica à Porto au terme duquel Benfica s'imposa (3-1), devant 135 000 spectateurs.
Le 6 mai 1992, l'ancien stade avait notamment accueilli la finale de la Coupe des vainqueurs de coupe 1991-1992, opposant le Werder Brême à l'AS Monaco.
Située à côté du stade, une statue de la légende Eusébio fut inaugurée en 1992 à côté du musée Cosme Damiao et de la boutique officielle du stade.
Il fut ensuite démoli en vue de la construction du nouveau stade.

### Le stade actuel (depuis 2003)
L'inauguration du nouveau stade eut lieu le 25 octobre 2003 sur le site de l'ancien stade, sa capacité fut ramenée à 64 642 places, ce qui continue néanmoins d'en faire le plus grand stade du Portugal. À cette occasion, un match amical fut organisé entre Benfica et le club uruguayen du National Montevideo, au terme duquel le club lisboète remporte le match grâce à un but de Nuno Gomes à la 7e minute de jeu, ce qui en fait le buteur inaugural.
Pour le début de la saison 2024/25, Benfica a annoncé une augmentation de 950 places pour une capacité totale de 65 592[réf. nécessaire]. Le 30 novembre 2024, lors de l'inauguration de la Casa do Benfica à Arouca, le président du club Rui Costa a annoncé l'agrandissement du Estadio da Luz de 65 000 à 70 000 places.
Depuis, ce stade a accueilli diverses rencontres nationales et internationales, notamment lors de l'Euro 2004 qui fut organisé au Portugal, mais également la finale de Ligue des Champions 2013-2014 opposant le Réal Madrid à l'Atlético de Madrid, ou encore une partie des phases finales de la Ligue des Champions 2019-2020, dont la finale opposant le Paris Saint-Germain au Bayern Munich.

### Rencontres de l'Euro 2004
| Date           | Nation   | Score           | Nation     | Tour            | Affluence |
| -------------- | -------- | --------------- | ---------- | --------------- | --------- |
| 13 juin 2004   | France   | 2 - 1           | Angleterre | Groupe B        | 62 487    |
| 16 juin 2004   | Russie   | 0 - 2           | Portugal   | Groupe A        | 59 273    |
| 21 juin 2004   | Croatie  | 2 - 4           | Angleterre | Groupe B        | 57 047    |
| 24 juin 2004   | Portugal | 2 - 2 (tab 6-5) | Angleterre | Quart de finale | 62 564    |
| 4 juillet 2004 | Portugal | 0 - 1           | Grèce      | Finale          | 62 865    |

### Importantes rencontres de club et finales
| Date         | Club                | Score        | Club                | Tour                                           | Affluence |
| ------------ | ------------------- | ------------ | ------------------- | ---------------------------------------------- | --------- |
| 24 mai 2014  | Real Madrid         | 4 - 1 (a.p.) | Atlético de Madrid  | Finale de la Ligue des Champions 2014          | 60 976    |
| 12 août 2020 | Atalanta Bergame    | 1 - 2        | Paris Saint-Germain | Quart de finale de la Ligue des champions 2020 | 0         |
| 14 août 2020 | FC Barcelone        | 2 - 8        | Bayern Munich       | Quart de finale de la Ligue des champions 2020 | 0         |
| 18 août 2020 | RB Leipzig          | 0 - 3        | Paris Saint-Germain | Demi-finale de la Ligue des champions 2020     | 0         |
| 23 août 2020 | Paris Saint-Germain | 0 - 1        | Bayern Munich       | Finale de la Ligue des Champions 2020          | 0         |

### Les incidents au stade
Le 30 août 2008, à 19 minutes de la fin du match entre Benfica et Porto, un supporter de Benfica, Carlos Bernardo Santos, a attaqué l’arbitre à la nuque et fut immédiatement immobilisé par la police.
Le 26 novembre 2011, après un match entre Benfica et Sporting, des supporters du Sporting CP ont incendié une partie des gradins, le feu fut maîtrisé vers 23h30.
Le 9 février 2014, le match entre Benfica et Sporting CP fut interrompu à cause d’une violente tempête. Il fut reporté le 11 février car des débris du toit sont tombés sur la pelouse.

### Autres
Les billets d'entrées peuvent être achetés sur le site officiel du club portugais ou directement en billetterie avant le match.
Les prix varient en fonction des places choisies, ceux-ci avoisinent les 30 € par unité lors de match du championnat portugais. Néanmoins, en Ligue des Champions, ceux-ci peuvent vite grimper en raison des règles imposées par l'UEFA.

## Galerie

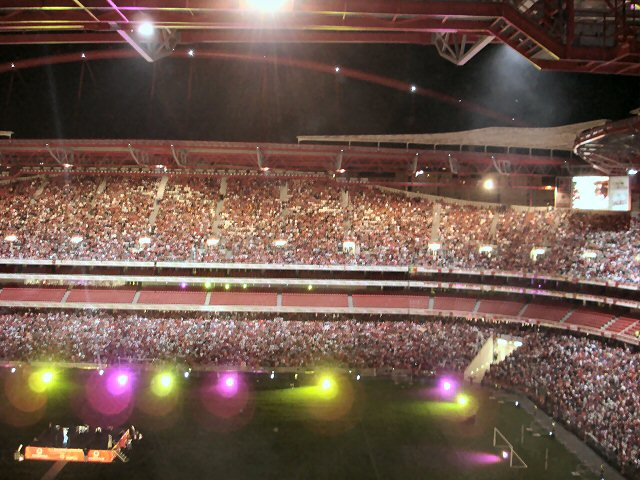
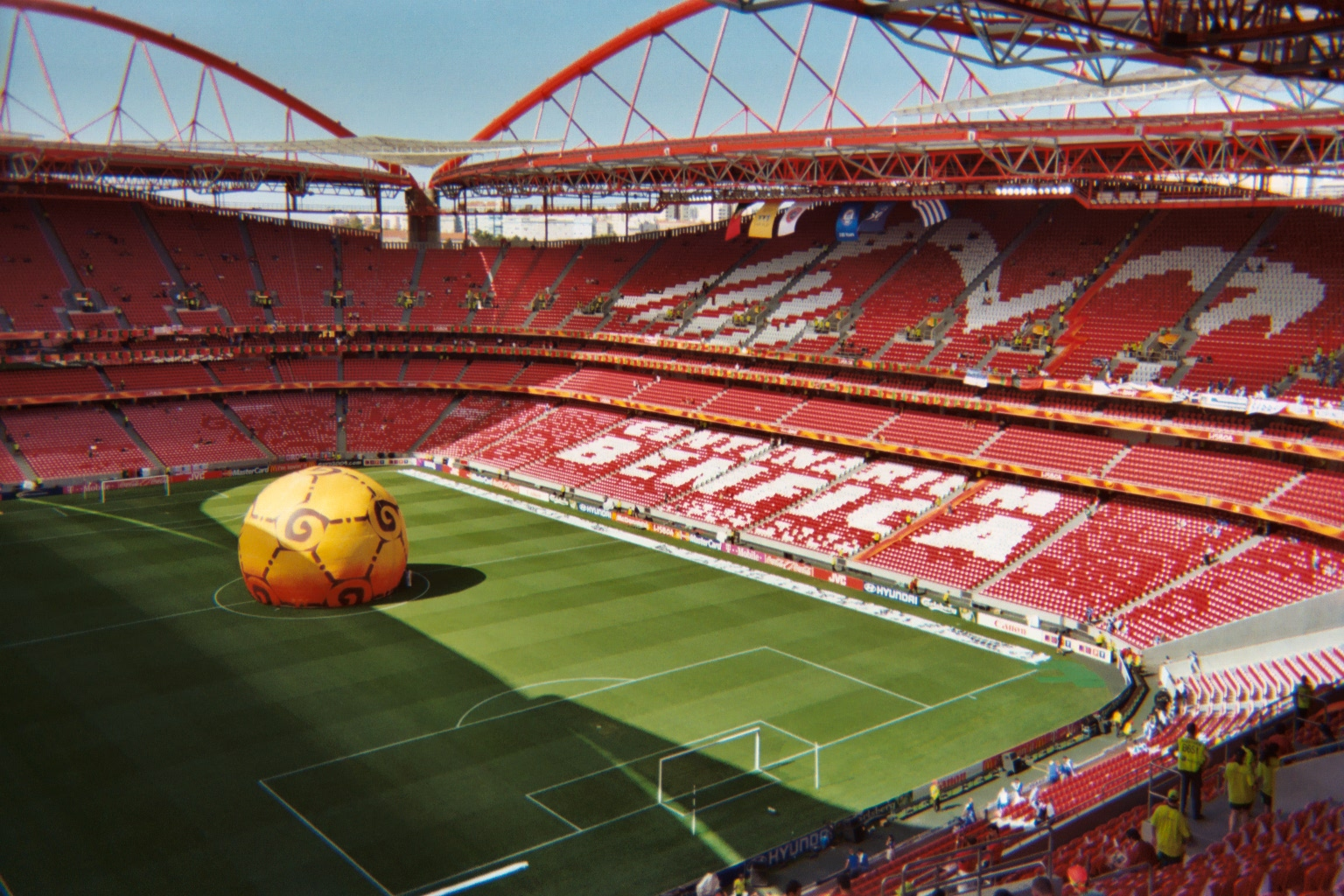
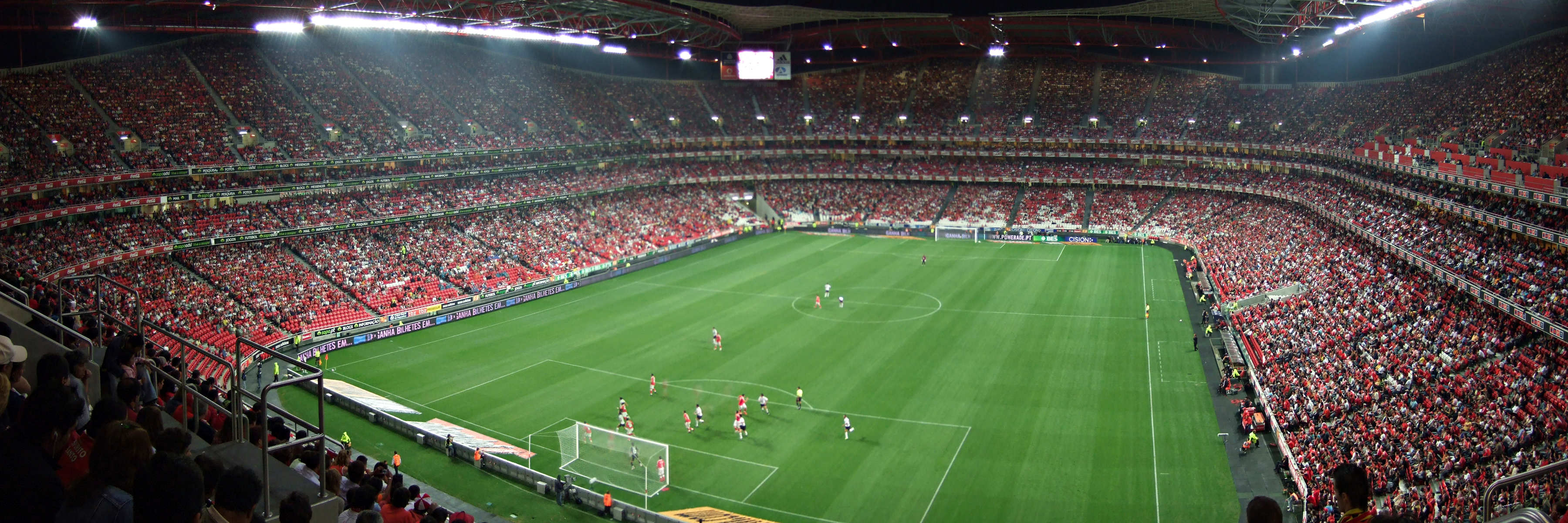
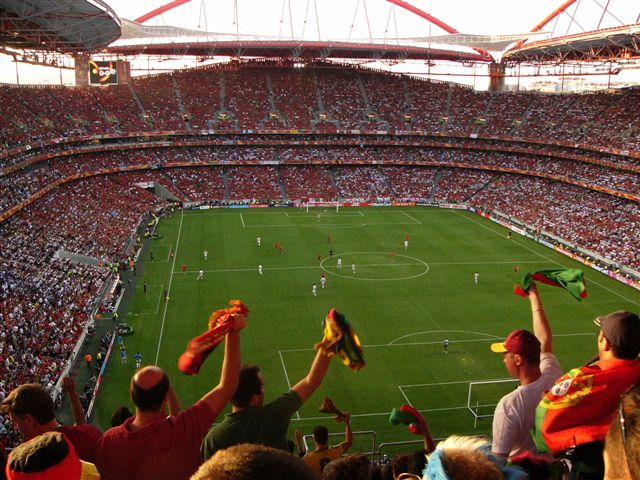
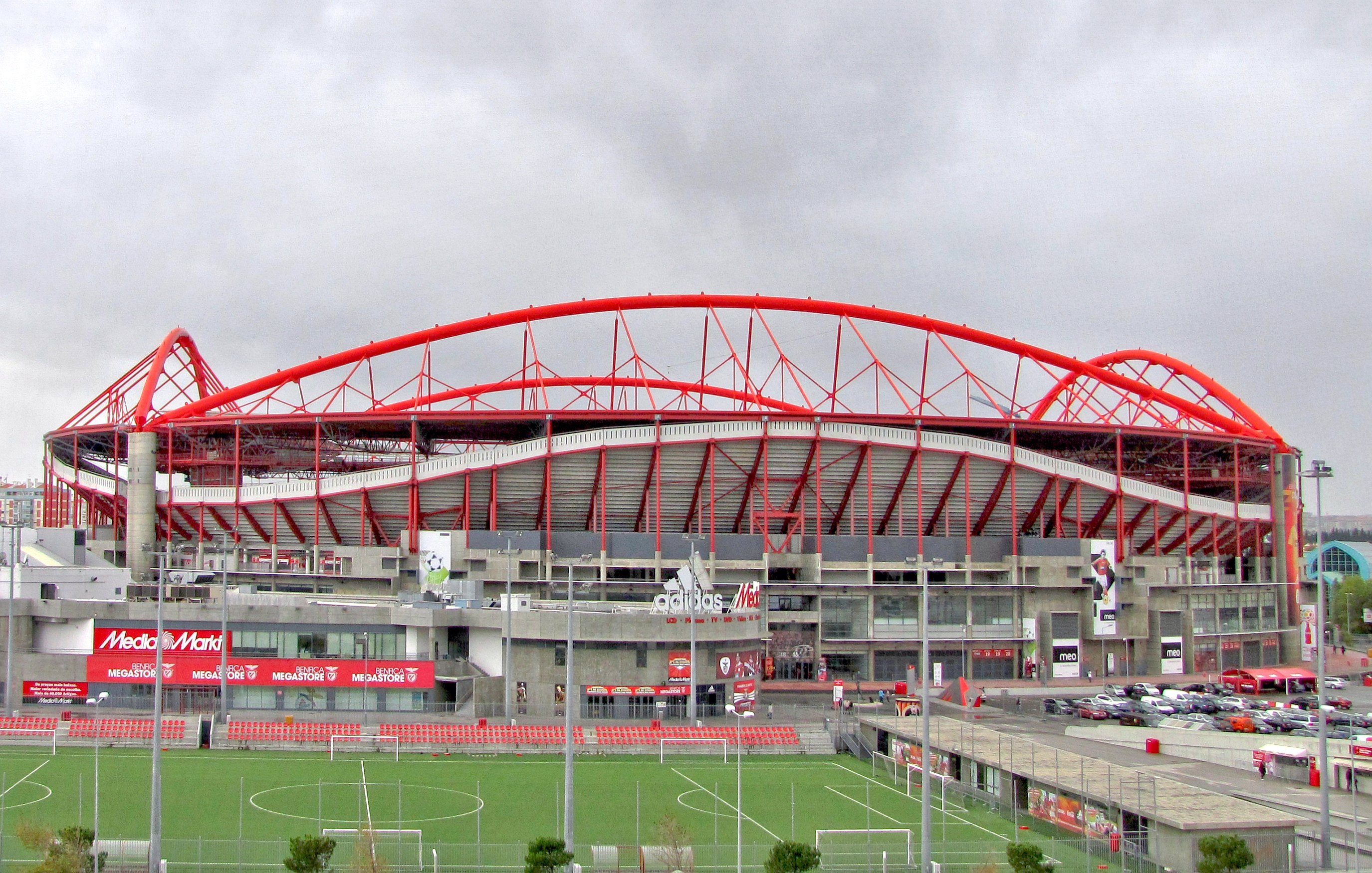